# Evviva Giuseppe
Evviva Giuseppe è un film documentario del 2017 scritto e diretto da Stefano Consiglio.

## Trama
La vita e le attività di Giuseppe Bertolucci raccontate attraverso la voce del padre Attilio; quella del fratello maggiore Bernardo; le testimonianze di amici e colleghi come Lidia Ravera, Mimmo Rafele, Marco Tullio Giordana o Nanni Moretti; i ricordi di alcune tra le sue attrici predilette: Stefania Sandrelli, Laura Morante e Sonia Bergamasco.
Con la partecipazione di Fabrizio Gifuni, Emanuele Trevi, Aldo Nove e con un inedito monologo scritto e interpretato da Roberto Benigni. Inoltre interviste, backstage e l'ultima performance teatrale A mio padre – Una vita in versi.

## Distribuzione
Il film è stato presentato alla 74ª Mostra internazionale d'arte cinematografica di Venezia nella sezione Venezia Classici - Documentari e all'Annecy cinéma italien 2017.

## Riconoscimenti
- 2018 - David di Donatello
  - Candidato a migliore documentario